# 非洲雅首海鯰
非洲雅首海鯰為輻鰭魚綱鯰形目海鯰科的其中一種，分布於東南大西洋區，從那米比亞至南非海域，棲息深度可達120公尺，體長可達55公分，棲息在泥底質的海域及河口區，屬肉食性，以小魚、甲殼類為食，具毒棘，可作為食用魚及觀賞魚。

## 擴展閱讀
維基物種上的相關：非洲雅首海鯰